# Im Wald, da sind…
Im Wald, da sind… (Original: If You Go Down in the Woods Today) ist der Titel einer britischen Filmkomödie aus dem Jahr 1981. Regie führte Eric Sykes, der auch das Drehbuch schrieb und die Hauptrolle spielte. Der Film wurde erstmals am 9. April 1981 in Großbritannien ausgestrahlt. In Deutschland erschien das Werk am 16. März 1984.

## Handlung
Ein etwas schusseliger Leiter einer Pfadfindergruppe streift durch den scheinbar friedlichen englischen „Tanglewood“. Ihm folgt einer der Wölflinge aus seiner Gruppe, der ihm nachgeschickt wurde. Während seiner Erkundungstour stolpert Mr. Pangbourne von einem Missgeschick ins nächste. Einiges deutet jedoch auf gezielte Sabotage hin, wie beispielsweise eine Schlinge, in die er tritt und sich plötzlich kopfüber an einem Baum hängend wiederfindet. Der Wölfling Edison befreit ihn aus seiner misslichen Lage. Auch ein Pfeil, der ihm heimtückisch hinterhergeschossen wird, verfehlt ihn nur um Haaresbreite. 
Pangbourne erweist sich als schlechter Pfadfinder, da er große Schwierigkeiten hat, mit der Natur und seiner Situation klarzukommen. Er hinterlässt zudem sehr deutliche Spuren, damit die zurückgelassene Pfadfindergruppe seine Fährte nicht verfehlen kann. Dafür markiert er Bäume und knickt Äste ab. Als er für sein Nachtlager das Zelt in einer Talsenke aufschlägt, wird er von einem kräftigen Regenguss überrascht und vor den Augen seines jungen Schützlings samt Luftmatratze aus seinem Zelt in den Bach gespült. Er wird schließlich am Steg einer hölzernen Fischerhütte angeschwemmt.
Die übrigen Mitglieder der Pfadfindergruppe fanden, kurz nachdem ihr Leiter und Edison sie verlassen hatten, eine ohnmächtige Reiterin, die sie samt Pferd zu einem nahe gelegenen Gestüt bringen. Dieses erweist sich als getarnte Unterkunft verdeckt ermittelnder Polizeikräfte. Hier finden sie für die Nacht ein Quartier. Die Polizei ist auf der Suche nach einigen Dieben und gestohlenen Banknoten im Wert von £ 2.000.000.
Edison und Pangbourne identifizieren die Bewohner der Fischerhütte schnell als die gesuchten Verbrecher, die dort nach der, von einem Komplizen versteckten, Beute suchen. Schließlich kommt es zwischen den Räubern und dem Pfadfinderleiter zu einem Handgemenge. Dabei taucht das gesuchte Geld auf. Der Leiter der Pfadfinder entpuppt sich als Inspektor Pinkerton. Edison und Pinkerton erhalten von Scotland Yard am Ende eine Belobigung für die Lösung dieses Falls.